# 前田知恵
前田 知恵（まえだ ちえ、1981年3月8日 - ）は、日本の女優。東京都出身。
かつては田辺エージェンシーに所属していたが、現在はフリー（自身のブログより）。

## 人物
- 身長 : 160cm
- 体重 : 42kg
- 血液型 : A型
- 好きな俳優 : マギー・チャン
- 好きな映画 : 陳凱歌、霍健起、王家衛、賈樟柯の作品
- 資格 : 中国語検定2級、漢語水平考試8級

## 来歴
3姉弟の次女（姉と弟がいる）として出生。小さい頃から女優になる夢を持っていた前田は、成徳学園高等学校（現・下北沢成徳高等学校）在学中に中国映画の『さらば、わが愛/覇王別姫』と『宋家の三姉妹』を見て衝撃を受け、1999年3月、高校卒業後単身中国へ渡る。
北京市朝陽区に移り住み、前期に中日青年研修大学、後期には北京電影学院で中国語研修を受け、2000年に中国演劇界において著名な大学のひとつである北京電影学院演劇科に合格し外国人初の本科生として入学。同年、北京電影学院を訪れた映画監督の馮小寧の目にとまり、その場で映画『紫日』の主演が決まった。2001年に公開されたこの映画では日中戦争末期にロシアの女性兵士と中国人青年とともに日本兵に追われる日本人女学生を演じ、「2004年中国映画新人スター100人」の1人に入選した。
2004年には、主演2作目となる『北京の恋－四郎探母（原題：秋雨）』が公開。中国人青年と恋に落ちる日本人留学生を演じた。その後、日本に帰国し、2006年度と2007年度のNHK教育テレビの中国語会話に出演した。

## 出演

### テレビ
- 中国語会話（NHK教育、2006年4月〜2008年3月）
- 私的チャイナビ（TBS、2007年2月）

### 映画
- 異国的女孩 - 前田のドキュメンタリー映画
- 哥們儿（2000年） - 台湾映画
- 戦場に咲く花（2001年） - 日中合作
- 紫日（2001年） - 主役
- 北京の恋－四郎探母（2004年） - 橋本梔子 役

### ドラマ
- 永恒恋人
- 世にも奇妙な物語（フジテレビ、2007年3月26日）
- OLにっぽん（日本テレビ、2008年） - 木村紅葉役[1]
- ニセ医者と呼ばれて 〜沖縄・最後の医介輔〜 （2010年12月9日、読売テレビ）

### CM
- 味の素 ほんだし（台湾限定、石川寛監督作品）
- ピップフジモト 磁気インナー（2007年）デコレーター編(マネキン相手のCM)
- ソニー生命保険

### 広告
- 中国イトーヨーカ堂（華堂商場）

### 声優
- 宝連灯（日本語吹き替え版） - 沈香 役

### ラジオ
- アジアン！プラス　文化放送　（デジタル放送）